# Charles Lechard
Charles Lechard est un calligraphe français actif à la fin du XVIIIe siècle. À cette époque, ces professionnels commençaient à être appelés des artistes écrivains. 

## Biographie
D'après ses Fragments des écritures de 1799, il enseigne au Lycée républicain ou Lycée des Arts, fondé en 1792. Dans certains de ses ouvrages, il est dit vérificateur, membre du Lycée des Arts et de la Société d'écriture. Sa production gravée est assez abondante.

## Œuvres
- De l'Écriture cursive française par un nouveau procédé, moyennant lequel les personnes d'un âge fait parviennent... à rectifier ou même à changer totalement leur écriture courante... Paris : Dégallaix, (s. d.). 2°, gravé. (Paris BNF)
- Production de tous les genres d'écriture basée sur des principes certains avec des traits d'ornement, précédée des moyens d'exécution, et suivie d'un traité abrégé du calcul numérique appliqué à l'ancien et au nouveau système des poids et mesures. Paris: Jean, 1798. 2° à paginations multiples, 1 tableau. (Lausanne BCU Dorigny).
- Écritures coulée et bâtarde brisées ou expédiées, perfectionnées... Paris : Jean, 1799. 2°, 4 p. et 27 pl. gravés. (Paris BNF). Un extrait a été publié sous le titre Fragment du livre d'écritures bâtarde et coulée brisées, cursives ou expédiées d'un genre nouveau, avec ornements variés, suivi d'un tableau de nomenclature méthodique des nouveaux poids et mesures. Paris : Jean, 1799. 2°, 16 pl. (Lyon INRP).
- Fragments des écritures batarde et coulée brisées, cursives ou expédiées d'un genre nouveau, destiné à l'usage des bureaux et pour l'utilité publique, avec ornemens dans le goût le plus moderne, et suivi d'un tableau de la nomenclature méthodique des nouveaux poids et mesures par Lechard, artiste écrivain vérificateur... Paris : Jean, 1799 (gravé par Molé). 2°, [1]-XV f. de pl. Paris BSG : FOL Z 672 INV 634 FA.
- Etude de l'art d'écrire par principes raisonnés, avec des traits d'ornemens. Paris : Jean, 1789. 2°, gravé par Molé. (Orléans BM).
- Libro nuevo, para aprender a escribir segun los duoi generos de scriture bastarda, quetta, y spedita para instruccion de la jubentud escrito. Paris : Jean, 1799 ou 1800. 2°. (London NLA).
- Oger, Jean-Valentin. Nouveaux poids et mesures clairement expliqués dans leurs différentes dénominations, leur usage, leur rapport, les uns avec les autres, et avec les anciens qu'ils remplacent... suivi d'un traité sur la tenue des livres en parties simples. Par Oger,... Le tout précédé des premiers élémens de l'art d'écrire. Par Lechard... Paris : Jean, auteurs, [1799]. 2°, [3]-41 p., 3 pl. gr. (Paris BNF).
- Parallèle, ou démonstration des avantages du genre d'écriture cursif français sur celui anglais, développés dans une nouvelle dissertation et appuyés sur des modèles gradués, ornés de traits variés et suivis de l'extrait du rapport du Lycée des arts... Paris : Jean, an VIII (1800). 2°, 21 f. gr. (La Rochelle BM, Paris BNF)
- Régulateur expéditif et organique qui rectifie promptement les écritures courantes quelque défectueuses qu'elles soient... Paris : Dégallaix, 1811. 2° gr. (Paris BNF).
- Résumé des principes d'écriture simplifiés et réduits, par Lechard. Paris : Jean, 1800. 4° obl., 4 p. et 13 pl. grav. par Molé. (Quérard, La France littéraire, t. 5 p. 43).
- Union des arts. Paris : Jean ; l'auteur, (s. d.). 2°, 1 p. gravé. (Paris BNF)
- Une planche d'origine non précisée est reproduite dans Peignot 1983 p. 91.